# Бекеоффе
Бекеоффе (фр. baeckeoffe) — блюдо, напоминающее рагу, стью или мясо по-французски, типичноe для французского региона Эльзас, расположенного на границе с Германией.
На эльзасском диалекте Baeckeoffe означает «печь пекаря». Это смесь нарезанного картофеля, лука, баранины, говядины и свинины, маринованных на ночь в эльзасском белом вине и ягодах можжевельника, и медленно приготовленных в печи, в запечатанной с помощью хлебного теста керамической форме для запекания. Лук-порей, тимьян, петрушка, чеснок, морковь и майоран — другие часто используемые ингредиенты для придания вкуса и цвета.
Эльзасцы часто едят это блюдо по особым случаям, например, к Рождеству.

## История
Есть мнение, что беккоффе — это блюдо, вдохновленное чолнтом, древнееврейским традиционным блюдом для Шаббата. Из-за духовного запрета на использование огня с вечера пятницы до вечера субботы евреи должны готовить еду для субботы в полдень пятницы, а затем отдавать блюдо пекарю, который сохранял его в духовке до полудня субботы.
Традиционно женщины готовили беккоффе в субботу вечером и оставляли его пекарю готовить в его постепенно остывающей печи в воскресенье, пока они посещали продолжительные церковные службы лютеранской церкви, некогда типичные для этого региона. Пекарь брал «веревку» из теста и выкладывал её по краю большого тяжелого керамического горшка для запекания, а затем плотного закрывал горшок крышкой. Это сохраняло влагу и весь аромат внутри. На обратном пути из церкви женщины забирали рагу и хлеб. Это было удобно эльзасцам, соблюдающим строгие лютеранские правила субботы. Частью ритуала является разрушение корки, образованной веревкой (прокладкой) из теста.

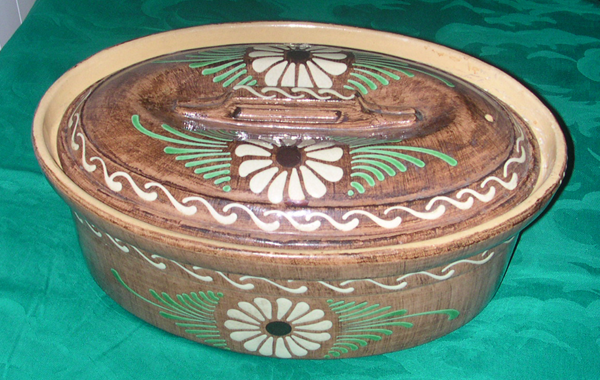
Традиционный эльзасский горшочек (terrine) для приготовления беккоффе

Другая версия истории происхождения этого блюда состоит в том, что женщины в Эльзасе стирали по понедельникам и поэтому не успевали готовить. В понедельник утром кастрюли отдавали пекарню и занимались стиркой. Когда дети возвращались из школы домой, они забирали горшок у пекаря и несли его домой. Эта версия истории может быть ближе к реальности, поскольку пекарни часто закрывались по воскресеньям.